# Godfrey Rampling

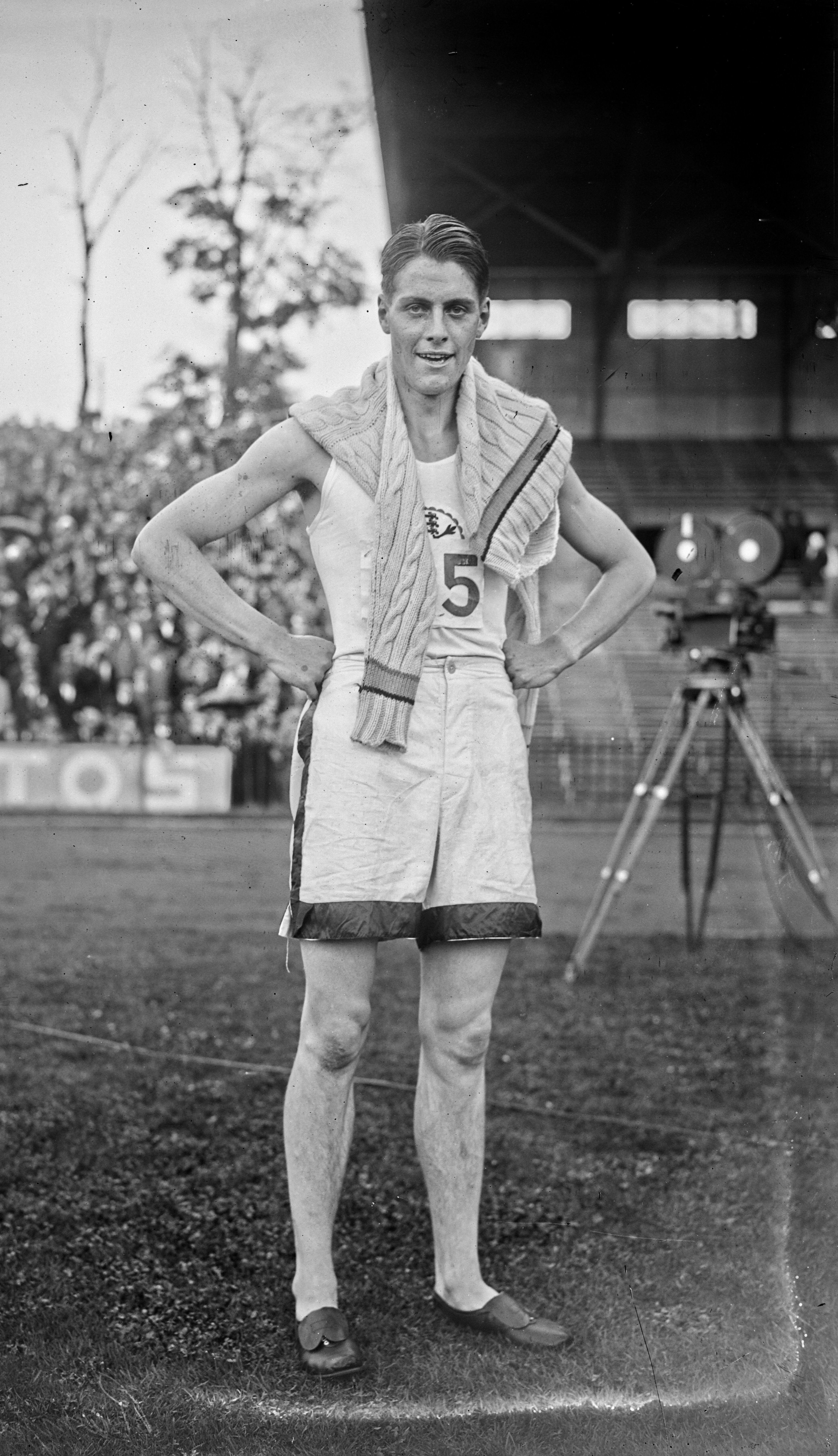
Godfrey Rampling (1931)

Godfrey Lionel Rampling (* 14. Mai 1909 in London; † 20. Juni 2009 in Bushey, Hertfordshire) war ein britischer Leichtathlet. Er war in den frühen 1930er Jahren als Sprinter aktiv, seine Spezialstrecken waren die 400 Meter und die 440 Yards.
Er gewann zwei britische Meisterschaften über 440 Yards: 1931 in 48,6 Sekunden und 1934 in 49,6 Sekunden. Bei den British Empire Games 1934 in London gewann er für England startend über 440 Yards die Goldmedaille in 48,0 Sekunden vor seinen beiden Landsleuten Bill Roberts und Crew Stoneley. Rampling war auch Schlussläufer der siegreichen englischen Mannschaft in der 4-mal-440-Yards-Staffel, die den Titel vor Kanada und Schottland gewann.
Seine größten Erfolge feierte er jedoch als Mitglied der britischen Mannschaft in der 4-mal-400-Meter-Staffel, mit der er zweimal bei Olympischen Spielen eine Medaille gewann. Bei den Olympischen Spielen 1932 in Los Angeles gewann die britische Stafette Silber in 3:11,2 Minuten in der Besetzung Stoneley, Tommy Hampson, Lord Burghley und Rampling hinter der Staffel aus den Vereinigten Staaten und vor Kanada. Vier Jahre später bei den Olympischen Spielen 1936 in Berlin siegte die britische Stafette in 3:09,0 Minuten in der Aufstellung Freddie Wolff, Rampling, Bill Roberts und Godfrey Brown vor den USA und Deutschland. Rampling übernahm dabei den Stab mit zwölf Metern Rückstand und gab ihn als Führender an Roberts weiter.
Auch in den Einzelrennen über 400 Meter ging er an den Start und wurde sowohl 1932 als auch 1936 Vierter des Halbfinales. Damit schied er jeweils aus, da nach den damaligen Bestimmungen am Endlauf nur sechs Athleten, die drei schnellsten der beiden Halbfinales, teilnehmen durften.
Godfrey Rampling war 1,85 m groß und wog in seiner aktiven Zeit 75 kg. Er war Berufsoffizier in der Royal Artillery und stieg bis zum Rang eines Oberstleutnants auf. Seine Tochter Charlotte Rampling ist als Filmschauspielerin erfolgreich.